# Motsi Mabuse
Motshegetsi "Motsi" Mabuse (nascida em 11 de abril de 1981) é uma dançarina sul-africana - alemã. Ela apareceu em Let's Dance, a versão alemã de Strictly Come Dancing, originalmente como dançarina profissional e depois se tornando jurada do programa. Em 22 de julho de 2019, foi anunciado que Mabuse substituiria Darcey Bussell como jurada na 17ª temporada do Strictly Come Dancing.

## Biografia
Mabuse nasceu em Mankwe em 1981, na então dita República do Bophutatswana. Seu local de nascimento tornou-se parte da África do Sul e sua família mudou-se para Pretória quando ela tinha cinco anos. Enquanto em Pretória nasceu sua irmã Oti Mabuse e ambas se interessaram pela dança.

## Carreira como dançarina
Esperava-se que Mabuse se tornasse advogada e ingressasse no escritório de advocacia da família, mas ela se interessou por dança enquanto estudava na Universidade de Pretória . Mudou o foco de sua educação para a dança e em 1998 ela foi a segunda colocada no campeonato nacional. No ano seguinte ela conheceu Timo Kulczak, que tornou-se seu parceiro romântico e na dança, no British Open Championships em Blackpool. Eles se casaram em 2003 e participaram de competições internacionais de dança. Em 2013, ela ganhou o concurso de dança latino-alemã com o dançarino ucraniano Evgenij Voznyuk.

## Carreira na mídia

### Vamos dançar
Mabuse ficou famosa na Alemanha em 2007 com a segunda temporada do espetáculo de dança da RTL Let's Dance, no qual dançou com o cantor e ex-participante do Eurovision Song Contest, Guildo Horn . O casal foi eliminado no quinto show e terminou na 6ª colocação. Em 2010, ela dançou na terceira temporada do programa com Rolf Scheider, um ex-jurado da Next Topmodel da Alemanha, e alcançou o quinto lugar. No primeiro episódio o casal já havia sido eliminado, mas voltou após a aposentadoria voluntária de Arthur Abraham . Desde 2011, Mabuse faz parte do painel de jurados com Joachim Llambi e Jorge Gonzalez.

### Mais performances na televisão e no palco
Mabuse era parte da equipe de transmissão do ARD da Copa do Mundo FIFA 2010 e fez reportagens diretamente da África do Sul. Em 2011, ela substituiu Bruce Darnell no júri da quinta temporada de Das Supertalent. Ela também foi jurada na versão alemã de Stepping Out em 2015.
Em 2016, ela fez sua estréia como atriz no 66º Bad Hersfelder Festspiele em O Crisol, dirigido por Dieter Wedel. No mesmo ano, foi membro do júri do concurso de elenco de modelos plus-size RTL II Curvy Supermodel - Real. Nice. Curvy . Em 2018 se tornou a apresentadora do novo programa de estilismo, Who Makes Me Beautiful na RTLplus.

### Strictly Come Dancing
Desde a sua 17a. temporada, em 2019, Mabuse é jurada do Strictly Come Dancing da BBC no lugar de Darcey Bussell. Sua irmã Oti é dançarina profissional no programa.
Em 2021, Mabuse se tornou uma embaixadora do programa Vigilantes do Peso.

## Vida pessoal
Casou-se em 2003 com seu parceiro de dança, Timo Kulczak. O casal se divorciou após 11 anos de casamento em 2014.
Em 2015, foi confirmado que ela iniciou um relacionamento amoroso com seu novo parceiro de dança, Evgenij Voznyuk. Ela casou-se com ele e se tornou Motsi Mabuse-Voznyuk em uma pequena cerimônia legal. O casamentou foi celebrado posteriormente com mais convidados em Maiorca, em 2017. No ano seguinte tiveram juntos uma filha. Além de participar de compromissos na televisão, o casal dirige uma escola de dança na Alemanha, onde Mabuse mora há mais de 20 anos.

## Filmografia
| Ano             | Título                                      | Função                   | Notas                                               |
| --------------- | ------------------------------------------- | ------------------------ | --------------------------------------------------- |
| 2007, 2010      | Let's Dance                                 | Dançarina                | 2ª e 3ª temporada                                   |
| 2011 – presente | Let's Dance                                 | Jurada                   | Temporada 4 em diante                               |
| 2011, 2021      | Das Supertalent                             | Jurada, Jurada Convidada | 5ª temporada (principal), 15ª temporada (convidado) |
| 2015            | Stepping Out                                | Jurada                   |                                                     |
| 2019 - presente | Strictly Come Dancing                       | Jurada                   | Temporada 17 em diante                              |
| 2020            | Big Performance - Wer ist der Star im Star? | Painel de jurados        |                                                     |

## Conteúdo adicional
- Mabuse, Motsi (2014). Chili im Blut: Mein Tanz durchs Leben (em alemão). [S.l.]: Ehrenwirth Verlag. ISBN 978-3-431-03913-9